# Wereldkampioenschappen indooratletiek 2010

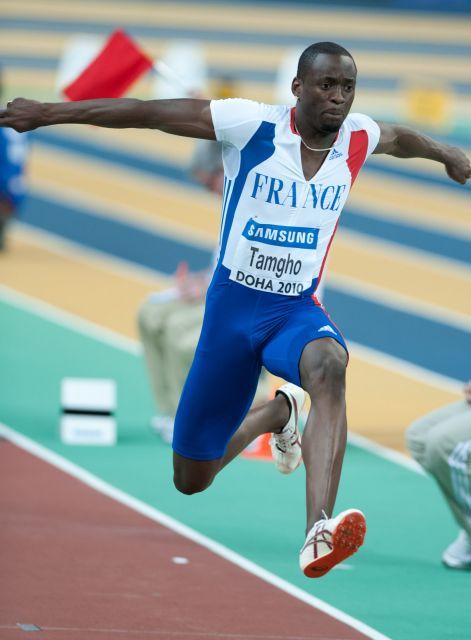
Het enige wereldrecord kwam voor rekening van hink-stap-springer Teddy Tamgho.

De wereldkampioenschappen indooratletiek 2010 werden gehouden van 12 maart 2010 tot en met 14 maart 2010 in Doha, de hoofdstad van Qatar.

## Recordverbeteringen
Er werd één wereldrecord verbeterd:
- Teddy Tamgho (Frankrijk) bij het hink-stap-springen naar 17,90 m

Er werd één Belgisch record verbeterd:
- Jonathan Borlée, Kevin Borlée, Cédric Van Branteghem en Antoine Gillet op de 4 x 400 m estafette naar 3.06,94.
Eerder liep het team in de series met Nils Duerinck in plaats van Van Branteghem al naar 3.08,84, ook een Belgisch record.

## Deelnemers

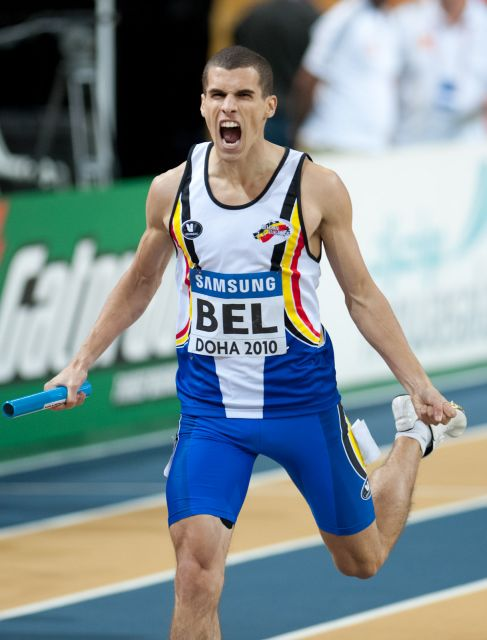
Met een kreet van vreugde passeert Jonathan Borlée de finish van de 4 x 400 m estafette.

### België
| Atleet | Ronde                        | Prestatie                 | Plaats |
| --- | ---------------------------- | ------------------------- | ------ |
| Eline Berings (60 m horden) | 1e ronde halve finale finale | 8,00 8,05 -               | 1 5 -  |
| Elisabeth Davin (60 m horden) | 1e ronde halve finale finale | 8,23 -                    | 4 -    |
| Svetlana Bolshakova (hink-stap-springen)                                                                                                | kwalificatie finale          | 13,95 14,02               | 7 8    |
| Damien Broothaerts (60 m horden) | 1e ronde halve finale finale | 7,80 7,86 -               | 3 7 -  |
| Adrien Deghelt (60 m horden) | 1e ronde halve finale finale | 7,77 7,83 -               | 4 5 -  |
| Kevin Rans (polsstokhoogspringen) | kwalificatie finale          | 5,45 -                    | 14 * - |
| Jonathan Borlée, Kevin Borlée, Cédric Van Branteghem, Antoine Gillet (1e ronde Nils Duerinck voor Van Branteghem) (4 x 400 m estafette) | 1e ronde finale              | 3.08,84 (BR) 3.06,94 (BR) | 1 2    |

* Resultaat geschrapt wegens een dopingschorsing.

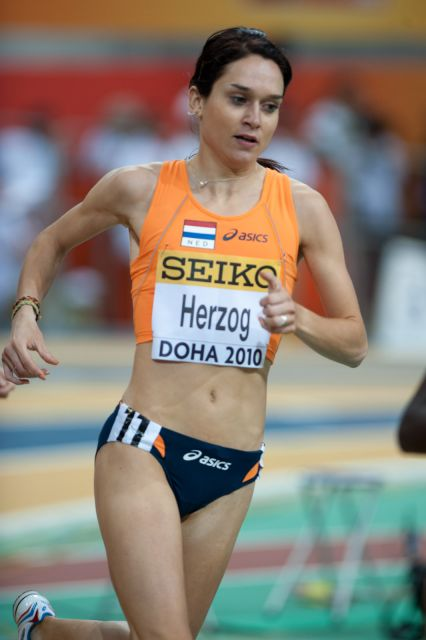
Adriënne Herzog drong als enige Nederlandse vertegenwoordiger door tot een finale.

### Nederland
| Atleet                          | Ronde                        | Prestatie       | Plaats |
| ------------------------------- | ---------------------------- | --------------- | ------ |
| Adriënne Herzog (3000 m)        | kwalificatie finale          | 8.53,24 9.12,99 | 8 12   |
| Melissa Boekelman (kogelstoten) | kwalificatie finale          | 17,57 -         | 13 -   |
| Gregory Sedoc (60 m horden)     | 1e ronde halve finale finale | 7,79 7,67 -     | 4 3 -  |

## Uitslagen

### 60 m
| rang   | land | naam           | prestatie   |
| ------ | ---- | -------------- | ----------- |
| Goud   | GBR  | Dwain Chambers | 6,48 s (WL) |
| Zilver | USA  | Mike Rodgers   | 6,53 s      |
| Brons  | ANT  | Daniel Bailey  | 6,53 s      |
| 4      | USA  | Trell Kimmons  | 6,59 s      |
| 5      | QAT  | Samuel Francis | 6,62 s      |
| 6      | FRA  | Ronald Pognon  | 6,65 s      |
| 7      | JAM  | Nesta Carter   | 6,72 s      |
|        | SLE  | Ibrahim Kabia  | DNS         |

| rang   | land | naam                   | prestatie   |
| ------ | ---- | ---------------------- | ----------- |
| Goud   | JAM  | Veronica Campbell      | 7,00 s (PB) |
| Zilver | USA  | Carmelita Jeter        | 7,05 s      |
| Brons  | GAB  | Ruddy Zang Milama      | 7,14 s      |
| Brons  | JAM  | Sheri-Ann Brooks       | 7,14 s (PB) |
| 5      | BAH  | Chandra Sturrup        | 7,16 s (SB) |
| 6      | IVB  | Tahesia Harrigan       | 7,17 s (SB) |
| 7      | FRA  | Myriam Soumaré         | 7,29 s      |
| DQ     | ISV  | LaVerne Jones-Ferrette | 7,03 s      |

### 400 m
| rang   | land | naam             | prestatie    |
| ------ | ---- | ---------------- | ------------ |
| Goud   | BAH  | Chris Brown      | 45,96 s (SB) |
| Zilver | CUB  | William Collazo  | 46,31 s (PB) |
| Brons  | USA  | Jamaal Torrance  | 46,43 s      |
| 4      | CRC  | Nery Brenes      | 46,55 s (SB) |
| 5      | USA  | Bershawn Jackson | 46,84 s      |
|        | IRL  | David Gillick    | DQ           |

| rang   | land | naam                   | prestatie    |
| ------ | ---- | ---------------------- | ------------ |
| Goud   | USA  | Debbie Dunn            | 51,04 s      |
| Zilver | RUS  | Tatjana Firova         | 51,13 s (PB) |
| Brons  | BUL  | Vanja Stambolova       | 51,50 s (SB) |
| 4      | BOT  | Amantle Montsho        | 52,33 s      |
| 5      | GUY  | Aliann Pompey          | 52,75 s      |
|        | JAM  | Novlene Williams-Mills | DNF          |

### 800 m
| rang   | land | naam                 | prestatie    |
| ------ | ---- | -------------------- | ------------ |
| Goud   | SUD  | Abubaker Kaki Khamis | 1.46,23 (SB) |
| Zilver | KEN  | Boaz Kiplagat Lalang | 1.46,39      |
| Brons  | POL  | Adam Kszczot         | 1.46,69      |
| 4      | SUD  | Ismail Ahmed Ismail  | 1.46,90      |
| 5      | CZE  | Jakub Holuša         | 1.47,28      |
| 6      | ESP  | Luis Alberto Marco   | 1.48,99      |

| rang   | land | naam               | prestatie    |
| ------ | ---- | ------------------ | ------------ |
| Goud   | RUS  | Maria Savinova     | 1.58,26 (WL) |
| Zilver | GBR  | Jennifer Meadows   | 1.58,43 (NR) |
| Brons  | USA  | Alysia Johnson     | 1.59,60 (PB) |
| 4      | USA  | Anna Pierce        | 2.00,53 (PB) |
| 5      | LTU  | Egle Balciünaité   | 2.01,37 (NR) |
| 6      | RUS  | Jevgenia Zinoerova | 2.01,68      |

### 1500 m
| rang   | land | naam                        | prestatie |
| ------ | ---- | --------------------------- | --------- |
| Goud   | ETH  | Deresse Mekonnen            | 3.41,86   |
| Zilver | MAR  | Abdalaati Iguider           | 3.41,96   |
| Brons  | KEN  | Haron Keitany               | 3.42,32   |
| 4      | ETH  | Mekonnen Gebremedhin        | 3.42,42   |
| 5      | MAR  | Amine Laalou                | 3.42,42   |
| 6      | RSA  | Juan van Deventer           | 3.43,77   |
| 7      | USA  | Garrett Heath               | 3.43,81   |
| 8      | FRA  | Mahiedine Mekhissi-Benabbad | 3.45,22   |

| rang   | land | naam               | prestatie    |
| ------ | ---- | ------------------ | ------------ |
| Goud   | ETH  | Kalkidan Gezahegne | 4.08,14      |
| Zilver | ESP  | Natalia Rodríguez  | 4.08,30      |
| Brons  | ETH  | Gelete Burka       | 4.08,39      |
| 4      | POL  | Sylwia Ejdys       | 4.09,24      |
| 5      | KEN  | Irene Jelagat      | 4.09,57 (PB) |
| 6      | USA  | Erin Donohue       | 4.09,59 (PB) |
| 7      | RUS  | Anna Alminova      | 4.09,81      |
| 8      | GBR  | Helen Clitheroe    | 4.10,38      |

### 3000 m
| rang   | land | naam                 | prestatie    |
| ------ | ---- | -------------------- | ------------ |
| Goud   | USA  | Bernard Lagat        | 7.37,97 (SB) |
| Zilver | ESP  | Sergio Sánchez       | 7.39,55      |
| Brons  | KEN  | Sammy Alex Mutahi    | 7.39,90      |
| 4      | ETH  | Tariku Bekele        | 7.40,10      |
| 5      | USA  | Galen Rupp           | 7.42,40 (PB) |
| 6      | ESP  | Jesús España         | 7.42,82 (SB) |
| 7      | MAR  | Hicham Bellani       | 7.44,15      |
| 8      | QAT  | James Kwalia C'Kurui | 7.46,12      |

| rang   | land | naam              | prestatie |
| ------ | ---- | ----------------- | --------- |
| Goud   | ETH  | Meseret Defar     | 8.51,17   |
| Zilver | KEN  | Vivian Cheruiyot  | 8.51,85   |
| Brons  | ETH  | Sentayehu Ejigu   | 8.52,08   |
| 4      | KEN  | Sylvia Kibet      | 8.52,16   |
| 5      | POR  | Sara Moreira      | 8.55,34   |
| 6      | AZE  | Layes Abdullayeva | 8.57,59   |
| 7      | POR  | Jéssica Augusto   | 9.01,71   |
| 8      | RSA  | René Kalmer       | 9.04,11   |
| DQ     | TUR  | Alemitu Bekele    | 8.53,78   |

### 60 m horden
| rang   | land | naam              | prestatie   |
| ------ | ---- | ----------------- | ----------- |
| Goud   | CUB  | Dayron Robles     | 7,34 s (CR) |
| Zilver | USA  | Terrence Trammell | 7,36 s (NR) |
| Brons  | USA  | David Oliver      | 7,44 s (PB) |
| 4      | RUS  | Jevgeni Borisov   | 7,51 s (SB) |
| 5      | CZE  | Petr Svoboda      | 7,58 s      |
| 6      | JAM  | Maurice Wignall   | 7,60 s (SB) |
| 7      | CHN  | Liu Xiang         | 7,65 s (SB) |
| 8      | HUN  | Dániel Kiss       | 7,81 s      |

| rang   | land | naam                    | prestatie   |
| ------ | ---- | ----------------------- | ----------- |
| Goud   | USA  | Lolo Jones              | 7,72 s (CR) |
| Zilver | CAN  | Perdita Felicien        | 7,86 s (SB) |
| Brons  | CAN  | Priscilla Lopes-Schliep | 7,87 s      |
| 4      | CUB  | Anay Tejeda             | 7,91 s (SB) |
| 5      | USA  | Ginnie Powell           | 7,97 s      |
| 6      | JAM  | Vonette Dixon           | 7,99 s      |
| 7      | JAM  | Lacena Golding-Clarke   | 8,02 s      |
| 8      | RUS  | Tatyana Dektyareva      | 8,05 s      |

### Verspringen
| rang   | land | naam                   | prestatie   |
| ------ | ---- | ---------------------- | ----------- |
| Goud   | AUS  | Fabrice Lapierre       | 8,17 m      |
| Zilver | RSA  | Godfrey Khotso Mokoena | 8,08 m (SB) |
| Brons  | AUS  | Mitchell Watt          | 8,05 m      |
| 4      | FRA  | Salim Sdiri            | 8,01 m      |
| 5      | GER  | Christian Reif         | 7,86 m      |
| 6      | SEN  | Ndiss Kaba Badji       | 7,86 m      |
| 7      | GHA  | Ignisious Gaisah       | 7,81 m      |
| 8      | UKR  | Andriy Makarchev       | 7,65 m      |

| rang   | land | naam              | prestatie   |
| ------ | ---- | ----------------- | ----------- |
| Goud   | USA  | Brittney Reese    | 6,70 m      |
| Zilver | POR  | Naide Gomes       | 6,67 m      |
| Brons  | BRA  | Keila Costa       | 6,63 m (SB) |
| 4      | EST  | Ksenija Balta     | 6,63 m (SB) |
| 5      | RUS  | Darja Klisjina    | 6,62 m      |
| 6      | RUS  | Anna Nazarova     | 6,61 m      |
| 7      | UZB  | Yuliya Tarasova   | 6,54 m      |
| 8      | UKR  | Viktoriya Rybalko | 6,28 m      |

### Hink-stap-springen
| rang   | land | naam                | prestatie    |
| ------ | ---- | ------------------- | ------------ |
| Goud   | FRA  | Teddy Tamgho        | 17,90 m (WR) |
| Zilver | CUB  | Yoandris Betanzos   | 17,69 m (PB) |
| Brons  | CUB  | Arnie David Girat   | 17,36 m (SB) |
| 4      | SWE  | Christian Olsson    | 17,23 m      |
| 5      | ITA  | Fabrizio Donato     | 16,88 m      |
| 6      | BRA  | Jadel Gregório      | 16,78 m      |
| 7      | SVK  | Dmitrij Valukevic   | 16,72 m      |
| 8      | RUS  | Igor Spasovkhodskiy | 16,42 m      |

| rang   | land | naam                        | prestatie    |
| ------ | ---- | --------------------------- | ------------ |
| Goud   | KAZ  | Olga Rypakova               | 15,14 m (WL) |
| Zilver | CUB  | Yargelis Savigne            | 14,86 m (SB) |
| Brons  | RUS  | Anna Pyatykh                | 14,64 m (SB) |
| 4      | RUS  | Anastasia Taranova-Potapova | 14,40 m      |
| 5      | CUB  | Mabel Gay                   | 14,30 m (SB) |
| 6      | SVK  | Dana Veldáková              | 14,18 m      |
| 7      | CHN  | Limei Xie                   | 14,03 m (SB) |
| 8      | BEL  | Svetlana Bolshakova         | 14,02 m      |

### Hoogspringen
| rang   | land | naam              | prestatie   |
| ------ | ---- | ----------------- | ----------- |
| Goud   | RUS  | Ivan Oechov       | 2,36 m      |
| Zilver | RUS  | Jaroslav Rybakov  | 2,31 m      |
| Brons  | USA  | Dusty Jonas       | 2,31 m      |
| 4      | CYP  | Kyriakos Ioannou  | 2,28 m      |
| 5      | USA  | Jesse Williams    | 2,28 m      |
| 6      | BOT  | Kabelo Kgosiemang | 2,28 m (NR) |
| 7      | GBR  | Samson Oni        | 2,24 m      |
| 8      | GER  | Martin Günther    | 2,24 m      |

| rang   | land | naam              | prestatie   |
| ------ | ---- | ----------------- | ----------- |
| Goud   | CRO  | Blanka Vlašić     | 2,00 m      |
| Zilver | ESP  | Ruth Beitia       | 1,98 m      |
| Brons  | USA  | Chaunté Howard    | 1,98 m (SB) |
| 4      | RUS  | Svetlana Sjkolina | 1,98 m      |
| 5      | CHN  | Xingjuan Zheng    | 1,94 m (NR) |
| 5      | SWE  | Emma Green        | 1,94 m      |
| 7      | KAZ  | Marina Aitova     | 1,91 m      |
| 7      | UZB  | Nadiya Dusanova   | 1,91 m      |

### Polsstokhoogspringen
| rang   | land | naam                   | prestatie   |
| ------ | ---- | ---------------------- | ----------- |
| Goud   | AUS  | Steven Hooker          | 6,01 m (CR) |
| Zilver | GER  | Malte Mohr             | 5,70 m      |
| Brons  | GER  | Alexander Straub       | 5,65 m      |
| 4      | GRE  | Konstadínos Filippídis | 5,65 m      |
| 4      | USA  | Derek Miles            | 5,65 m      |
| 6      | CZE  | Michal Balner          | 5,45 m      |
| 6      | GBR  | Steven Lewis           | 5,45 m      |
| 6      | RUS  | Dmitry Starodubtsev    | 5,45 m      |

| rang   | land | naam                   | prestatie   |
| ------ | ---- | ---------------------- | ----------- |
| Goud   | BRA  | Fabiana Murer          | 4,80 m      |
| Zilver | RUS  | Svetlana Feofanova     | 4,80 m (SB) |
| Brons  | POL  | Anna Rogowska          | 4,70 m      |
| 4      | RUS  | Jelena Isinbajeva      | 4,60 m      |
| 5      | CZE  | Jirina Ptácniková      | 4,60 m (PB) |
| 6      | CAN  | Kelsie Hendry          | 4,50 m      |
| 7      | GER  | Kristina Gadschiew     | 4,40 m      |
|        | GRE  | Nikoléta Kiriakopoúlou | NM          |

### Kogelstoten
| rang   | land | naam               | prestatie    |
| ------ | ---- | ------------------ | ------------ |
| Goud   | USA  | Christian Cantwell | 21,83 m      |
| Zilver | GER  | Ralf Bartels       | 21,44 m (PB) |
| Brons  | CAN  | Dylan Armstrong    | 21,39 m (NR) |
| 4      | POL  | Tomasz Majewski    | 21,20 m (NR) |
| 5      | BLR  | Pavel Lyzhyn       | 20,67 m      |
| 6      | GER  | David Storl        | 20,40 m      |
| 7      | AUS  | Scott Martin       | 19,76 m      |
| DQ     | BLR  | Andrej Michnevitsj | 21,68 m      |

| rang   | land | naam                      | prestatie    |
| ------ | ---- | ------------------------- | ------------ |
| Goud   | BLR  | Nadzeja Astaptsjoek       | 20,85 m (CR) |
| Zilver | NZL  | Valerie Vili              | 20,49 m (AR) |
| Brons  | BLR  | Natallja Michnevitsj      | 20,42 m (SB) |
| 4      | RUS  | Anna Avdeeva              | 19,47 m (SB) |
| 5      | GER  | Nadine Kleinert           | 19,34 m (SB) |
| 6      | USA  | Jillian Camarena-Williams | 19,34 m (PB) |
| 7      | ROU  | Anca Heltne               | 18,86 m      |
| 8      | CUB  | Misleydis González        | 18,77 m      |

### Zevenkamp/Vijfkamp
| rang   | land | naam                | prestatie |
| ------ | ---- | ------------------- | --------- |
| Goud   | USA  | Bryan Clay          | 6204 (SB) |
| Zilver | USA  | Trey Hardee         | 6184 (SB) |
| Brons  | RUS  | Aleksej Drozdov     | 6141      |
| 4      | BLR  | Andrej Krawtsjanka  | 6124      |
| 5      | CZE  | Roman Šebrle        | 6024 (SB) |
| 6      | UKR  | Oleksiy Kasyanov    | 6019      |
| 7      | CUB  | Leonel Suárez       | 5764      |
|        | RUS  | Aleksandr Pogorelov | DNF       |

| rang   | land | naam                   | prestatie |
| ------ | ---- | ---------------------- | --------- |
| Goud   | GBR  | Jessica Ennis          | 4937 (CR) |
| Zilver | UKR  | Natalja Dobrynska      | 4851 (NR) |
| Brons  | USA  | Hyleas Fountain        | 4753 (AR) |
| 4      | FRA  | Antoinette Nana Djimou | 4618      |
| 5      | POL  | Karolina Tyminska      | 4575      |
| 6      | RUS  | Marina Goncharova      | 4416      |
| 7      | LAT  | Aiga Grabuste          | 4013 (SB) |
| DQ     | RUS  | Tatjana Tsjernova      | 4762      |

### 4 x 400 m estafette
| rang   | land | naam                                                              | prestatie    |
| ------ | ---- | ----------------------------------------------------------------- | ------------ |
| Goud   | USA  | Jamaal Torrance Greg Nixon Tavaris Tate Bershawn Jackson          | 3.03,40 (WL) |
| Zilver | BEL  | Cédric Van Branteghem Kevin Borlée Antoine Gillet Jonathan Borlée | 3.06,94 (NR) |
| Brons  | GBR  | Conrad Williams Nigel Levine Christopher Clarke Richard Buck      | 3.07,52 (SB) |
|        | DOM  | Arismendy Peguero Alvin Harrison Félix Sánchez Yoel Tapia         | DQ           |
|        | BAH  | Michael Mathieu Andretti Bain La'Sean Pickstock Chris Brown       | DNF          |
|        | JAM  | Edino Steele Sanjay Ayre Lancford Davis Ricardo Chambers          | DNF          |

| rang   | land | naam                                                                        | prestatie    |
| ------ | ---- | --------------------------------------------------------------------------- | ------------ |
| Goud   | USA  | Debbie Dunn DeeDee Trotter Natasha Hastings Allyson Felix                   | 3.27,34 (WL) |
| Zilver | RUS  | Svetlana Pospelova Natalja Nazarova Kseniya Vdovina Tatjana Firova          | 3.27,44 (SB) |
| Brons  | JAM  | Bobby-Gaye Wilkins Clora Williams Davita Prendergast Novlene Williams-Mills | 3.28,49 (NR) |
| 4      | CZE  | Denisa Šcerbová Jitka Bartonicková Zuzana Bergrová Zuzana Hejnová           | 3.30,05 (SB) |
| 5      | GBR  | Kim Wall Vicki Barr Perri Shakes-Drayton Lee McConnell                      | 3.30,29 (SB) |

## Verklaring
- WR: Wereldrecord
- WMR: Wereldkampioenschapsrecord
- AR: Werelddeelrecord
- NR: Nationaal record
- CR: Kampioenschapsrecord
- WL: Beste wereldjaarprestatie
- PB: Persoonlijk record
- SB: Beste persoonlijke seizoensprestatie

## Medaillespiegel
| Plaats | Land                        | Goud | Zilver | Brons | Totaal |
| 1      | Verenigde Staten            | 8    | 3      | 6     | 17     |
| 2      | Ethiopië                    | 3    | 0      | 2     | 5      |
| 3      | Rusland                     | 2    | 4      | 3     | 9      |
| 4      | Verenigd Koninkrijk         | 2    | 1      | 1     | 4      |
| 5      | Australië                   | 2    | 0      | 1     | 3      |
| 6      | Cuba                        | 1    | 3      | 1     | 5      |
| 7      | Wit-Rusland                 | 1    | 1      | 1     | 3      |
| 8      | Brazilië                    | 1    | 0      | 1     | 2      |
| 8      | Jamaica                     | 1    | 0      | 1     | 2      |
| 10     | Bahama's                    | 1    | 0      | 0     | 1      |
| 10     | Kroatië                     | 1    | 0      | 0     | 1      |
| 10     | Kazachstan                  | 1    | 0      | 0     | 1      |
| 10     | Frankrijk                   | 1    | 0      | 0     | 1      |
| 10     | Soedan                      | 1    | 0      | 0     | 1      |
| 15     | Spanje                      | 0    | 3      | 0     | 3      |
| 16     | Kenia                       | 0    | 2      | 2     | 4      |
| 17     | Duitsland                   | 0    | 1      | 2     | 3      |
| 18     | Canada                      | 0    | 1      | 1     | 2      |
| 19     | België                      | 0    | 1      | 0     | 1      |
| 19     | Marokko                     | 0    | 1      | 0     | 1      |
| 19     | Nieuw-Zeeland               | 0    | 1      | 0     | 1      |
| 19     | Portugal                    | 0    | 1      | 0     | 1      |
| 19     | Zuid-Afrika                 | 0    | 1      | 0     | 1      |
| 19     | Oekraïne                    | 0    | 1      | 0     | 1      |
| 19     | Amerikaanse Maagdeneilanden | 0    | 1      | 0     | 1      |
| 26     | Polen                       | 0    | 0      | 2     | 2      |
| 27     | Antigua en Barbuda          | 0    | 0      | 1     | 1      |
| 27     | Bulgarije                   | 0    | 0      | 1     | 1      |
| Totaal | Totaal                      | 26   | 26     | 26    | 78     |

Parijs 1985 · 
Indianapolis 1987 · 
Boedapest 1989 · 
Sevilla 1991 · 
Toronto 1993 · 
Barcelona 1995 · 
Parijs 1997 · 
Maebashi 1999 · 
Lissabon 2001 · 
Birmingham 2003 · 
Boedapest 2004 · 
Moskou 2006 · 
Valencia 2008 ·
Doha 2010 ·
Istanboel 2012 ·
Sopot 2014 ·
Portland 2016 · 
Birmingham 2018 ·
Belgrado 2022 · 
Glasgow 2024 · 
Nanjing 2025 · 
Toruń 2026
Belgische medaillewinnaars · Nederlandse medaillewinnaars